# Schallersreuth
Schallersreuth ist ein Gemeindeteil der Gemeinde Konradsreuth im Landkreis Hof (Oberfranken, Bayern). Schallersreuth liegt in der Gemarkung Konradsreuth.

## Geografie
Die Einöde ist unmittelbar von Acker- und Grünland umgeben und liegt an einem namenlosen linken Zufluss der Ölsnitz. Ein Anliegerweg führt 600 Meter nördlich nach Konradsreuth.

## Geschichte
Von 1797 bis 1810 unterstand Schallersreuth dem Justiz- und Kammeramt Hof. Infolge des Ersten Gemeindeedikts wurde Schallersreuth dem 1812 gebildeten Steuerdistrikt Konradsreuth und der zugleich entstandenen Ruralgemeinde Konradsreuth zugewiesen.

### Einwohnerentwicklung
| Jahr      | 1819  | 1861  | 1871  | 1885   | 1900   | 1925   | 1950   | 1961   | 1970   | 1987  |
| Einwohner | *     | 7     | 5     | 4      | 8      | 6      | 7      | 9      | 8      | 5     |
| Häuser    |       |       |       | 1      | 1      | 1      | 1      | 1      |        | 1     |
| Quelle    | [ 5 ] | [ 8 ] | [ 9 ] | [ 10 ] | [ 11 ] | [ 12 ] | [ 13 ] | [ 14 ] | [ 15 ] | [ 1 ] |

## Religion
Schallersreuth ist evangelisch-lutherisch geprägt und bis heute nach Konradsreuth gepfarrt.